# Protestas en Zimbabue de 2019
Las protestas en Zimbabue de 2019 comenzaron el 14 de enero de ese año, luego de un aumento del 130% en el precio del combustible impuesto por el gobierno de Emmerson Mnangagwa. Miles de zimbabuenses protestaron contra el aumento de los precios, junto con el aumento de los niveles de pobreza, el mal estado de la economía y la disminución de los niveles de vida. El gobierno respondió con una represión coordinada que resultó en cientos de arrestos y múltiples muertes. Las protestas se detuvieron después de tres días y, para el 17 de enero, los negocios comenzaron a reabrirse cuando las protestas terminaron.

## Antecedentes
En un esfuerzo por mejorar la situación financiera y fiscal del país tras el establecimiento del gobierno de Mnangagwa en 2017, el gobierno inició una serie de políticas de austeridad en un esfuerzo por reactivar la economía moribunda. En octubre de 2018, la escasez de moneda extranjera provocó el cierre de negocios a gran escala y la escasez de productos importados, incluido el combustible. Esto llevó a una escasez de combustible persistente, huelgas de trabajadores del gobierno y un empeoramiento del entorno económico. 
El 12 de enero de 2019, el gobierno de Emmerson Mnangagwa anunció que la Agencia Reguladora de la Energía de Zimbabue duplicaría con creces los precios del combustible a partir de la medianoche de esa noche. El precio del diesel aumentó de USD 1,38 a USD 3,11 por litro (equivalente a $ 11,77 por galón estadounidense o € 2,73 por litro) y el de la gasolina de USD 1,43 a USD 3,31 por litro ($ 12,53 por galón estadounidense o € 2,91 por litro), para un aumento de casi el 130% durante la noche, haciendo de Zimbabue el combustible más caro del mundo en ese momento. Mnangagwa declaró que los aumentos de precios eran necesarios para reducir la escasez de combustible y el comercio ilegal. El Congreso de Sindicatos de Zimbabue convocó una huelga de tres días en protesta por los aumentos de precios.

## Protestas
Las protestas comenzaron en Harare el 14 de enero de 2019. En respuesta, la policía y los militares lanzaron una respuesta coordinada que involucró el asalto a las casas de algunos residentes. Más allá de la capital, también se reportaron disturbios en las ciudades de Mutare y Bulawayo. Al final del día, el gobierno informó que tres personas, entre ellas un policía, habían muerto en las protestas. Fuentes no gubernamentales informaron que alrededor de 200 personas habían sido arrestadas y que ocho habían muerto en las protestas de la policía. La Asociación de Médicos por los Derechos Humanos de Zimbabue declaró que 172 personas habían resultado heridas, 68 fueron atendidas por heridas de bala. También se denunciaron actos indiscriminados de violencia por parte de la policía, tanto de manifestantes como de transeúntes, junto con actos de saqueo por parte de algunos manifestantes en Harare, Bulawayo y Kadoma.
Durante las protestas, el gobierno bloqueó el acceso a los servicios de mensajería social WhatsApp, Facebook y Twitter. Más tarde, el gobierno bloqueó todos los accesos a Internet una vez que se notó que las personas estaban usando VPN para acceder a las noticias sobre las protestas. El proveedor de telefonía celular más grande del país, Econet, confirmó que el gobierno emitió una directiva que bloqueaba el acceso a Internet durante las protestas.
En el tercer día de las protestas, el activista de la sociedad civil y el pastor Evan Mawarire fueron arrestados. El abogado de Mawarire declaró que el gobierno alegó que fue motivo de protestas violentas en Twitter como motivo del arresto. El Movimiento por el Cambio Democrático-Tsvangirai (MDC-T) declaró que su liderazgo del partido había sido detenido por las fuerzas de seguridad durante las protestas.
El gobierno culpó al MDC-T por las protestas. Las oficinas de MDC-T fueron atacadas y incendiadas durante las protestas con el MDC-T alegando que los partidarios de la oficialista Unión Nacional Africana de Zimbabue - Frente Patriótico (ZANU-PF) eran responsables. El gobierno declaró que los bienes del gobierno y los bienes del partido gobernante ZANU-PF fueron dañados en los ataques y culparon a los partidarios del MDC-T. El gobierno de Zimbabue declaró que las protestas fueron coordinadas por los partidos de la oposición y compararon las protestas con el terrorismo. El MDC-T negó las acusaciones del gobierno de que eran responsables de la violencia cometida por los manifestantes y destacó los actos de violencia cometidos por las fuerzas gubernamentales contra manifestantes y civiles.
El 17 de enero en Harare, el cuarto y último día de partidos en la tercera ronda del torneo de críquet de la Copa Logan 2018–19 se suspendieron debido a las protestas.

## Reacciones
El MDC-T pidió a Sudáfrica que intervenga y critique la respuesta violenta del gobierno. Human Rights Watch declaró que el uso de la fuerza letal ilegal por parte del gobierno debería ser investigado y los responsables procesados. Los zimbabuenses en Sudáfrica demostraron alentar a Sudáfrica a presionar al gobierno para que libere a los líderes de la oposición detenidos, restablezca el acceso a internet y respete los derechos humanos.
El partido de oposición oficial de Sudáfrica, la Alianza Democrática, declaró que la situación dentro de Zimbabue era tan mala que el gobierno sudafricano debería abandonar su política de diplomacia silenciosa de la era Mbeki e intervenir. Los luchadores por la libertad económica, un partido político sudafricano, emitieron una declaración en la que condenaban la respuesta violenta del gobierno de Zimbabue a las protestas. La Federación de Sindicatos de Sudáfrica condenó tanto el aumento del precio del combustible como el uso de la fuerza letal por parte del gobierno contra los manifestantes. El gobierno sudafricano dijo que estaba monitoreando la situación en Zimbabue y dijo con confianza que «las medidas que está tomando el gobierno de Zimbabue resolverán la situación».
Human Rights Watch criticó a la Comunidad del África Meridional para el Desarrollo y a la Unión Africana por guardar silencio sobre las violaciones de los derechos humanos cometidas por el gobierno de Zimbabue durante las protestas.
La embajada de los Estados Unidos en Zimbabue declaró que estaba «alarmada por los informes creíbles de que las fuerzas de seguridad están atacando y golpeando a los activistas políticos y los líderes sindicales». La embajada también instó al gobierno a restablecer el acceso a las redes sociales y a las protestas pacíficas. El Reino Unido convocó al embajador de Zimbabue para expresar su preocupación por los disturbios y pidió a Zimbabue que «garantice que sus fuerzas de seguridad actúen de manera profesional, proporcional y en todo momento con respeto por la vida humana».